# 霍爾特峰
79°45′S 81°4′W / 79.750°S 81.067°W
霍爾特峰（英語：Holt Peak），是南極洲的山峰，位於埃爾斯沃思地，處於邁耶山東北端，屬於埃爾斯沃思山脈中赫里蒂奇嶺的一部分，海拔高度850米，美國地質調查局根據測量和美國海軍拍攝的空中照片繪入地圖，現時由南極條約體系管理。